# Hyalotheca
Hyalotheca ist eine im Süßwasser vorkommende Gattung aus der Grünalgen-Gruppe der Zieralgen (Desmidiales). Sie besteht aus wenigen Arten.

## Merkmale
Die Vertreter bilden unverzweigte Fäden von einer Zellreihe. Die Fäden haben einen Durchmesser von 9 bis 39 Mikrometer. Die Zellen sind kurz zylindrisch und am Rand kaum eingeschnürt, eine Besonderheit unter den Desmidiales. Die Fäden sind in eine gemeinsame Gallerte eingebettet, die recht auffällig ist. Sie haben einen zentralständigen Zellkern, der sternförmige Chloroplast ist achsenständig und trägt in jeder Zellhälfte ein Pyrenoid. Das Wachstum erfolgt durch Zellteilung im Inneren des Fadens. 
Die ungeschlechtliche Fortpflanzung erfolgt durch Zerbrechen des Fadens oder durch Umwandlung von Fadenzellen in dickwandige Aplanosporen. Die geschlechtliche Fortpflanzung erfolgt durch die für die Schmuckalgen charakteristische Konjugation.

## Vorkommen
Die Vertreter der Gattung kommen in nährstoffarmen Moortümpeln, in Schlenken und Gräben von Sphagnum-Mooren teilweise recht häufig vor.

## Belege
- Karl-Heinz Linne von Berg, Michael Melkonian u. a.: Der Kosmos-Algenführer. Die wichtigsten Süßwasseralgen im Mikroskop. Kosmos, Stuttgart 2004, ISBN 3-440-09719-6, S. 276.